# Sanã-vermelha
Sanã-vermelha (Laterallus leucopyrrhus) é uma espécie de ave da família Rallidae.
Pode ser encontrada nos seguintes países: Argentina, Brasil, Paraguai e Uruguai.
Os seus habitats naturais são pântanos.

## Etimologia
O nome sanã-vermelha foi selecionado como nome vernáculo técnico para a espécie Laterallus leucopyrrhus pelo Comitê Brasileiro de Registros Ornitológicos (CBRO) em 2021.

## Características
Mede em média 17 centímetros de comprimento É muito semelhante à sanã-parda (Laterallus melanophaius), especialmente do indivíduo jovem dessa espécie, mas do qual se distingue pelas infracaudais brancas e não ferrugíneas, e pela coloração das pernas bem mais avermelhadas que aquele.